# Горнина
Горнина е една от таксите, плащани от зависимото население в Средновековна България. Известна е от Зографската грамота на цар Иван Александър от 1342 г. Горнината се заплаща за ползване на планински пасища и се дава или на централната власт, или на местния феодал, в зависимост от това в чия територия влиза пасището.